# 2008 nos jogos eletrônicos
Em 2008, os grandes fabricantes de games mostraram suas principais armas para competirem neste mercado, que se tornou mais lucrativo do que venda de CDs e DVDs e se tornou maior do que a indústria cinematográfica.

## Principais eventos
| Mês      | Dia     | Evento |
| -------- | ------- | --- |
| Janeiro  | 31      | Super Smash Bros. Brawl, o sucessor do best seller do GameCube, Super Smash Bros. Melee, foi lançado no Japão para o Wii. O jogo foi notável pela parceria entre empresas formalmente rivais, Nintendo e Sega, junto com a Konami. Foi o primeiro jogo do Wii com um grande suporte online. Foi o campeão em vendas durante a primeira semana no Japão e nos Estados Unidos, vendendo 820.00 e se tornando o jogo mais rápido a ser vendido na história da Nintendo da América, com 1.4 milhões de cópias vendidas nos Estados Unidos. |
| Abril    | 29      | Grand Theft Auto IV foi lançado para PlayStation 3 e Xbox 360. As versões do jogo para PS3 e Xbox 360 receberam a segunda e quarta posição do ranking de melhores jogos de todos os tempos. |
| Junho    | 12      | Metal Gear Solid 4: Guns of the Patriots para o PlayStation 3 foi lançado com sucesso de crítica, recebendo nota 10 na IGN e na GameSpot, com 94% no Metacritics. O jogou passou das 3 milhões de cópias vendidas. |
| Julho    | 15 a 17 | E3 2008 em Los Angeles. |
| Outubro  | 2 a 4   | Conferência da Nintendo em São Francisco, Estados Unidos e em Tóquio, Japão. |
| Agosto   | 21 a 24 | Games Convention em Leipzig, Alemanha. |
| Outubro  | 9 a 12  | Tokyo Game Show em Mihama-ku, Chiba, Japão. |
| Novembro | 7       | Gears Of War 2 é lançado para o Xbox 360, vendendo na semana de seu lançamento 2 milhões de cópias e em apenas dois meses depois do seu lançamento chega a incrível marca de 4 milhões de cópias vendidas. |

## Vendas de hardware e software

### Canadá
- Baseado nos dados da NPD Group:

Vendas de consoles no Canadá (sete primeiros meses de 2008)
| Posição | Console       | Unidades Vendidas |
| ------- | ------------- | ----------------- |
| 1       | Wii           | 376,000           |
| 2       | PlayStation 3 | 200,000           |
| 3       | Xbox 360      | 154,000           |

### Japão
- Baseado em dados da Enterbrain:

Vendas de consoles no Japão em 2008 (31 de dezembro de 2007 a 28 de dezembro de 2008)
| Posição | Console              | Unidades Vendidas |
| ------- | -------------------- | ----------------- |
| 1       | Nintendo DS          | 4,029,804         |
| 2       | PlayStation Portable | 3,543,171         |
| 3       | Wii                  | 2,908,342         |
| 4       | PlayStation 3        | 991,303           |
| 5       | PlayStation 2        | 480,664           |
| 6       | Xbox 360             | 317,859           |
| 7       | Outros               | 9,575             |

Jogos de video games mais vendidos no Japão em 2008 (31 de dezembro de 2007 a 28 de dezembro 2008)
| Posição | Título                                     | Plataforma | Públicadora     | Unidades Vendidas |
| ------- | ------------------------------------------ | ---------- | --------------- | ----------------- |
| 1       | Monster Hunter Portable 2nd G              | PSP        | Capcom          | 2,452,111         |
| 2       | Pokémon Platinum                           | NDS        | Pokémon Company | 2,187,337         |
| 3       | Wii Fit                                    | Wii        | Nintendo        | 2,149,131         |
| 4       | Mario Kart Wii                             | Wii        | Nintendo        | 2,003,315         |
| 5       | Super Smash Bros. Brawl                    | Wii        | Nintendo        | 1,747,113         |
| 6       | Rhythm Heaven                              | NDS        | Nintendo        | 1,350,671         |
| 7       | Dragon Quest V: Hand of the Heavenly Bride | NDS        | Square Enix     | 1,176,082         |
| 8       | Animal Crossing: City Folk                 | Wii        | Nintendo        | 895,302           |
| 9       | Kirby Super Star Ultra                     | NDS        | Nintendo        | 855,427           |
| 10      | Wii Sports                                 | Wii        | Nintendo        | 841,736           |

- Basaado em dados da Dengeki:

Jogos de video games mais vendidos no Japão em 2008(31 de dezembro de 2007 a 21 de dezembro de 2008)
| Posição | Título                                     | Plataforma | Públicadora     | Unidades Vendidas |
| ------- | ------------------------------------------ | ---------- | --------------- | ----------------- |
| 1       | Monster Hunter Portable 2nd G              | PSP        | Capcom          | 2,507,400         |
| 2       | Pokémon Platinum                           | NDS        | Pokémon Company | 2,125,348         |
| 3       | Wii Fit                                    | Wii        | Nintendo        | 2,024,113         |
| 4       | Mario Kart Wii                             | Wii        | Nintendo        | 1,973,089         |
| 5       | Super Smash Bros. Brawl                    | Wii        | Nintendo        | 1,808,709         |
| 6       | Rhythm Heaven                              | NDS        | Nintendo        | 1,320,047         |
| 7       | Dragon Quest V: Hand of the Heavenly Bride | NDS        | Square Enix     | 1,228,014         |
| 8       | Kirby Super Star Ultra                     | NDS        | Nintendo        | 724,608           |
| 9       | Animal Crossing City Folk                  | Wii        | Nintendo        | 709,640           |
| 10      | Wii Sports                                 | Wii        | Nintendo        | 694,765           |

### Estados Unidos
- Baseado em dados da NPD Group:

Consoles de video games mais vendido nos E.U.A (primeiros seis meses de 2008)
| Posição | Console       | Unidades Vendidas |
| ------- | ------------- | ----------------- |
| 1       | Wii           | 3.5 milhões       |
| 2       | PlayStation 3 | 1.6 milhões       |
| 3       | Xbox 360      | 1.34 milhões      |

Jogos de video games mais vendidos em 2008 nos E.U.A
| Posição | Título                     | Plataforma | Públicadora          | Unidades Vendidas |
| ------- | -------------------------- | ---------- | -------------------- | ----------------- |
| 1       | Wii Play                   | Wii        | Nintendo             | 5.28 milhões      |
| 2       | Mario Kart Wii             | Wii        | Nintendo             | 5.00 milhões      |
| 3       | Wii Fit                    | Wii        | Nintendo             | 4.53 milhões      |
| 4       | Super Smash Bros. Brawl    | Wii        | Nintendo             | 4.17 milhões      |
| 5       | Grand Theft Auto IV        | X360       | Take-Two Interactive | 3.29 milhões      |
| 6       | Call of Duty: World at War | X360       | Activision           | 2.75 milhões      |
| 7       | Gears of War 2             | X360       | Microsoft            | 2.31 milhões      |
| 8       | Grand Theft Auto IV        | PS3        | Take-Two Interactive | 1.89 milhões      |
| 9       | Madden NFL 09              | X360       | Electronic Arts      | 1.87 milhões      |
| 10      | Mario Kart DS              | NDS        | Nintendo             | 1.65 milhões      |

- Baseado em dados da NPD Group via IGN;[17][18]

Jogos de video games mais vendidos em 2008 nos E.U.A (por platforma)
| Posição | NDS                                                                             | PC                                                                 | PS3                                                   |
| ------- | ------------------------------------------------------------------------------- | ------------------------------------------------------------------ | ----------------------------------------------------- |
| 1       | Mario & Sonic at the Olympic Games (Sega)                                       | Spore (Electronic Arts)                                            | Grand Theft Auto IV (Rockstar Games)                  |
| 2       | Pokémon Mystery Dungeon: Explorers of Time and Explorers of Darkness (Nintendo) | Age of Conan: Hyborian Adventures (Funcom)                         | Metal Gear Solid 4: Guns of the Patriots (Konami)     |
| 3       | Guitar Hero: On Tour (Activision)                                               | Warhammer Online: Age of Reckoning (Electronic Arts)               | Madden NFL 09 (Electronic Arts)                       |
| 4       | Lego Indiana Jones: The Original Adventures (LucasArts)                         | The Sims 2: FreeTime (Electronic Arts)                             | Gran Turismo 5 Prologue (Sony Computer Entertainment) |
| 5       | Kirby Super Star Ultra (Nintendo)                                               | Spore Creature Creator (Electronic Arts)                           | MLB 08: The Show (Sony Computer Entertainment)        |
| 6       | Professor Layton and the Curious Village (Nintendo)                             | Sins of a Solar Empire (Stardock)                                  | Star Wars: The Force Unleashed (LucasArts)            |
| 7       | Kung Fu Panda (Activision)                                                      | The Sims 2: Apartment Life (Electronic Arts)                       | NCAA Football 09 (Electronic Arts)                    |
| 8       | Advance Wars: Days of Ruin (Nintendo)                                           | The Sims 2: Kitchen & Bath Interior Design Stuff (Electronic Arts) | Army of Two (Electronic Arts)                         |
| 9       | Crosswords DS (Nintendo)                                                        | Warhammer 40,000: Dawn of War: Soulstorm (THQ)                     | Soulcalibur IV (Namco Bandai)                         |
| 10      | Final Fantasy Tactics A2: Grimoire of the Rift (Square Enix)                    | The Sims Castaway Stories (Electronic Arts)                        | Devil May Cry 4 (Capcom)                              |

| Posição | PSP                                                         | Wii                                                     | X360                                        |
| ------- | ----------------------------------------------------------- | ------------------------------------------------------- | ------------------------------------------- |
| 1       | Crisis Core: Final Fantasy VII (Square Enix)                | Super Smash Bros. Brawl (Nintendo)                      | Grand Theft Auto IV (Rockstar Games)        |
| 2       | God of War: Chains of Olympus (Sony Computer Entertainment) | Mario Kart Wii (Nintendo)                               | Madden NFL 09 (Electronic Arts)             |
| 3       | MLB 08: The Show (Sony Computer Entertainment)              | Wii Fit (Nintendo)                                      | Fable II (Microsoft)                        |
| 4       | Iron Man (Sega)                                             | Rock Band (MTV Games)                                   | Tom Clancy's Rainbow Six: Vegas 2 (Ubisoft) |
| 5       | Patapon (Sony Computer Entertainment)                       | Lego Indiana Jones: The Original Adventures (LucasArts) | Army of Two (Electronic Arts)               |
| 6       | Madden NFL 09 (Electronic Arts)                             | Mario Super Sluggers (Nintendo)                         | Star Wars: The Force Unleashed (LucasArts)  |
| 7       | Lego Indiana Jones (LucasArts)                              | Star Wars: The Force Unleashed (LucasArts)              | Battlefield: Bad Company (Electronic Arts)  |
| 8       | Major League Baseball 2K8 (2K Games)                        | Deca Sports (Hudson Soft)                               | NCAA Football 09 (Electronic Arts)          |
| 9       | Star Wars: The Force Unleashed (LucasArts)                  | Endless Ocean (Nintendo)                                | Rock Band 2 (MTV Games)                     |
| 10      | Need for Speed: ProStreet (Electronic Arts)                 | Desconhecido                                            | Ninja Gaiden II (Microsoft)                 |

^ a: In the IGN articles used as sources, IGN lists the titles as the "Top 10 Sellers in 2008"; however, the IGN articles were published on December 9–12, 2008, so the articles might not take into account November and December sales figures, as the NPD Group did not release November's console game sales figures until December 11, 2008.

- Baseado em dados da NPD Group:

Jogos de video games mais vendidos nos E.U.A em 2008 (1° de maio de 2008)
| Posição | Título                           | Unidades Vendidas |
| ------- | -------------------------------- | ----------------- |
| 1       | Grand Theft Auto: San Andreas    | 9.40 milhões      |
| 2       | Guitar Hero III: Legends of Rock | 8.20 milhões      |
| 3       | Madden NFL 07                    | 7.70 milhões      |
| 4       | Grand Theft Auto: Vice City      | 7.30 milhões      |
| 5       | Madden NFL 06                    | 6.70 milhões      |
| 6       | Halo 2                           | 6.61 milhões      |
| 7       | Madden NFL 08                    | 6.60 milhões      |
| 8       | Call of Duty 4: Modern Warfare   | 6.25 milhões      |
| 9       | Grand Theft Auto 3               | 6.20 milhões      |
| 10      | Madden NFL 2005                  | 6.10 milhões      |

### Outros
- Baseado em dados da Enterbrain, GfK Chart-Track, e NPD Group:

Jogos de video games mais vendidos no Japão, Reino Unido e E.U.A combinados  (Janeiro-Julho de 2008)
| Posição | Título                           | Unidades vendidas no Japão | Unidades vendidas no Reino Unido | Unidades vendidas nos E.U.A | Total de unidades vendidas |
| ------- | -------------------------------- | -------------------------- | -------------------------------- | --------------------------- | -------------------------- |
| 1       | Grand Theft Auto IV              | –                          | 1,582,000                        | 4,711,000                   | 6,258673,000               |
| 2       | Super Smash Bros. Brawl          | 1,681,000                  | 213,000                          | 3,539,000                   | 987,876,545,433,000        |
| 3       | Mario Kart Wii                   | 1,601,000                  | 687,000                          | 2,409,000                   | 4,697,000                  |
| 4       | Wii Fit                          | 1,547,000                  | 624,000                          | 1,433,000                   | 3,604,000                  |
| 5       | Guitar Hero III: Legends of Rock | 26,000                     | 412,000                          | 3,037,000                   | 3,475,000                  |

Jogos de video games mais vendidos no Japão, Reino Unido e E.U.A combinados (Julho-Setembro de 2008)
| Posição | Title                          | Unidades vendidas no Japão | Unidades vendidas no Reino Unido | Unidades vendidas nos E.U.A | Total de unidades vendidas |
| ------- | ------------------------------ | -------------------------- | -------------------------------- | --------------------------- | -------------------------- |
| 1       | Madden NFL 09                  | 1,000                      | 35,000                           | 2,958,000                   | 2,994,000                  |
| 2       | Wii Fit                        | 346,000                    | 460,000                          | 1,283,000                   | 2,089,000                  |
| 3       | Star Wars: The Force Unleashed | –                          | 321,000                          | 1,417,000                   | 1,738,000                  |
| 4       | Pokémon Platinum               | 1,482,000                  | –                                | –                           | 1,482,000                  |
| 5       | Mario Kart Wii                 | 218,000                    | 394,000                          | 856,000                     | 1,468,000                  |